# Racine de l'erreur quadratique moyenne
 (mars 2021).
La mise en forme du texte ne suit pas les recommandations de Wikipédia : il faut le « wikifier ».
Les points d'amélioration suivants sont les cas les plus fréquents. Le détail des points à revoir est peut-être précisé sur la page de discussion.
- Les titres sont pré-formatés par le logiciel. Ils ne sont ni en capitales, ni en gras.
- Le texte ne doit pas être écrit en capitales (les noms de famille non plus), ni en gras, ni en italique, ni en « petit »…
- Le gras n'est utilisé que pour surligner le titre de l'article dans l'introduction, une seule fois.
- L'italique est rarement utilisé : mots en langue étrangère, titres d'œuvres, noms de bateaux, etc.
- Les citations ne sont pas en italique mais en corps de texte normal. Elles sont entourées par des guillemets français : « et ».
- Les listes à puces sont à éviter, des paragraphes rédigés étant largement préférés. Les tableaux sont à réserver à la présentation de données structurées (résultats, etc.).
- Les appels de note de bas de page (petits chiffres en exposant, introduits par l'outil «  Source ») sont à placer entre la fin de phrase et le point final[comme ça].
- Les liens internes (vers d'autres articles de Wikipédia) sont à choisir avec parcimonie. Créez des liens vers des articles approfondissant le sujet. Les termes génériques sans rapport avec le sujet sont à éviter, ainsi que les répétitions de liens vers un même terme.
- Les liens externes sont à placer uniquement dans une section « Liens externes », à la fin de l'article. Ces liens sont à choisir avec parcimonie suivant les règles définies. Si un lien sert de source à l'article, son insertion dans le texte est à faire par les notes de bas de page.
- La présentation des références doit suivre les conventions bibliographiques. Il est recommandé d'utiliser les modèles {{Ouvrage}}, {{Chapitre}}, {{Article}}, {{Lien web}} et/ou {{Bibliographie}}. Le mode d'édition visuel peut mettre en forme automatiquement les références.
- Insérer une infobox (cadre d'informations à droite) n'est pas obligatoire pour parachever la mise en page.

Pour une aide détaillée, merci de consulter Aide:Wikification.
Si vous pensez que ces points ont été résolus, vous pouvez retirer ce bandeau et améliorer la mise en forme d'un autre article.
La racine de l'erreur quadratique moyenne (REQM) ou racine de l'écart quadratique moyen (en anglais, root-mean-square error ou RMSE, et root-mean-square deviation ou RMSD) est une mesure fréquemment utilisée pour quantifier les différences entre les valeurs — d'échantillon ou de population — prédites par un modèle ou un estimateur et les valeurs observées (ou valeurs réelles). La REQM représente la racine carrée du deuxième moment d'échantillonnage des différences entre les valeurs prédites et les valeurs observées. Ces écarts sont appelés résidus lorsque les calculs sont effectués sur l'échantillon de données qui a été utilisé pour l'estimation ou ils sont appelés erreurs (ou erreurs de prédiction) lorsqu'ils sont calculés sur des données hors de l'échantillon d'estimation. La REQM agrège les erreurs de prédiction de différents points de données en une seule mesure de puissance prédictive accrue. La REQM est une mesure de précision, qui sert à comparer les erreurs de différents modèles prédictifs pour un ensemble de données particulier et non entre différents ensembles de données, car elle dépend de l'échelle.
La REQM est toujours positive et une valeur de 0 (presque jamais atteinte en pratique) indiquerait un ajustement parfait aux données. En général, une valeur de REQM plus petite indique une meilleure précision qu'une valeur de REQM plus élevée. Cependant, les comparaisons entre différents jeux de données ne seraient pas valides car la mesure dépend de l'échelle relative des nombres utilisés.
La REQM est la racine carrée de la moyenne des erreurs quadratiques. L'effet de chacune des erreurs sur la REQM est proportionnel à la taille de l'erreur quadratique; ainsi, des erreurs plus importantes ont un effet disproportionné sur la REQM. Par conséquent, la REQM est sensible aux valeurs aberrantes ou anomalies,.

## Formule
La REQM d'un estimateur {\displaystyle {\hat {\theta }}} par rapport à un paramètre estimé {\displaystyle \theta } est définie comme la racine carrée de l'erreur quadratique moyenne :
{\displaystyle \operatorname {REQM} ({\hat {\theta }})={\sqrt {\operatorname {EQM} ({\hat {\theta }})}}={\sqrt {\operatorname {E} (({\hat {\theta }}-\theta )^{2})}}.}
Pour un estimateur sans biais, la REQM est la racine carrée de la variance, aussi appelée l'écart type.
La REQM des valeurs prédites {\displaystyle {\hat {y}}_{t}} pour les instants t de la variable dépendante {\displaystyle y_{t}} d'une régression, avec des variables observées T fois, est calculée pour T différentes prédictions comme la racine carrée de la moyenne des carrés des écarts:
{\displaystyle \operatorname {REQM} ={\sqrt {\frac {\sum _{t=1}^{T}({\hat {y}}_{t}-y_{t})^{2}}{T}}}.}
(Pour les régressions sur des données transversales, l'indice t est remplacé par i et T est remplacé par n . )
Dans certaines disciplines, la REQM est utilisée pour comparer les différences entre deux quantités qui peuvent varier, dont aucune n'est acceptée comme "norme". Par exemple, lors de la mesure de la différence moyenne entre deux séries chronologiques {\displaystyle x_{1,t}} et {\displaystyle x_{2,t}}, la formule devient
{\displaystyle \operatorname {REQM} ={\sqrt {\frac {\sum _{t=1}^{T}(x_{1,t}-x_{2,t})^{2}}{T}}}.}

## Normalisation
La normalisation de la REQM facilite la comparaison entre des ensembles de données ou des modèles à différentes échelles. Bien qu'il n'y ait pas de moyen consistant de normalisation dans la littérature, les choix courants sont la moyenne ou l'étendue (définie comme la valeur maximale moins la valeur minimale) des données mesurées:
{\displaystyle \mathrm {REQMN} ={\frac {\mathrm {REQM} }{y_{\max }-y_{\min }}}} ou {\displaystyle \mathrm {REQMN} ={\frac {\mathrm {REQM} }{\bar {y}}}} .
Cette valeur est communément appelée racine de l'écart quadratique moyen normalisée ou racine de l'erreur quadratique moyenne normalisée (REQMN), et souvent exprimée en pourcentage, où des valeurs plus petites indiquent une variance résiduelle moindre. Dans de nombreux cas, en particulier pour les échantillons plus petits, la plage d'échantillonnage est susceptible d'être affectée par la taille de l'échantillon, ce qui nuirait aux comparaisons.
Une autre méthode possible pour faire de la REQM une mesure de comparaison plus utile consiste à diviser la REQM par l’écart interquartile (aussi appelé étendue interquartile). Lors de la division du REQM par l'EI, la valeur normalisée devient moins sensible aux valeurs extrêmes de la variable cible.
{\displaystyle \mathrm {REQMDEI} ={\frac {\mathrm {REQM} }{EI}}} où {\displaystyle EI=Q_{3}-Q_{1}}
avec {\displaystyle Q_{1}={\text{Q}}(0.25)} et {\displaystyle Q_{3}={\text{Q}}(0.75),} où Q est la fonction quantile.
Lors de la normalisation par la valeur moyenne des mesures, le terme coefficient de variation du REQM, CV(REQM) peut être utilisé pour éviter toute ambiguïté. Ceci est analogue au coefficient de variation, le REQM prenant la place de l'écart type.
{\displaystyle \mathrm {CV(REQM)} ={\frac {\mathrm {REQM} }{\bar {y}}}.}

## Mesures connexes
Certains chercheurs ont recommandé l'utilisation de l'erreur absolue moyenne (EAM) au lieu de la racine de l'erreur quadratique moyenne. L'EAM possède des avantages d'interprétabilité par rapport à REQM. L'EAM est la moyenne des valeurs absolues des erreurs. L'EAM est fondamentalement plus facile à comprendre que la racine carrée de la moyenne des erreurs quadratiques. De plus, chaque erreur influence l'EAM directement proportionnellement à la valeur absolue de l'erreur, ce qui n'est pas le cas pour REQM.

## Applications
- En météorologie, pour mesurer avec quelle efficacité un modèle mathématique prédit le comportement de l'atmosphère.
- En bioinformatique, la déviation quadratique moyenne des positions atomiques est la mesure de la distance moyenne entre les atomes de protéines superposées.
- Dans la conception de médicaments basée sur la structure, la REQM est une mesure de la différence entre une conformation de cristal du ligand de conformation et d' un amarrage prédictif.
- En économie, la REQM est utilisé pour déterminer si un modèle économique correspond aux indicateurs économiques. Certains experts ont fait valoir que REQM est moins fiable que l'erreur absolue relative[6].
- En psychologie expérimentale, la REQM est utilisé pour évaluer dans quelle mesure les modèles mathématiques ou informatiques de comportement expliquent le comportement observé empiriquement.
- Dans le SIG, la REQM est une mesure utilisée pour évaluer la précision de l'analyse géospatiale et de la télédétection.
- En hydrogéologie, la REQM et la REQMN sont utilisés pour évaluer l'étalonnage d'un modèle d'eau souterraine[7].
- Dans la science de l'imagerie, la REQM fait partie du rapport signal / bruit de crête, une mesure utilisée pour évaluer les performances d'une méthode de reconstruction d'une image par rapport à l'image d'origine.
- En neuroscience computationnelle, la REQM est utilisée pour évaluer dans quelle mesure un système apprend un modèle donné[8].
- Dans la spectroscopie par résonance magnétique nucléaire des protéines, la REQM est utilisée comme mesure pour estimer la qualité de l'ensemble de structures obtenu.
- Les soumissions pour le prix Netflix ont été évaluées en utilisant la REQM et les valeurs "vraies" non divulguées de l'ensemble de données de test.
- Dans la simulation de la consommation d'énergie des bâtiments, la REQM et le CV(REQM) sont utilisés pour calibrer les modèles en fonction des performances mesurées du bâtiment[9].
- En cristallographie aux rayons X, la REQM est utilisée pour mesurer l'écart entre les coordonnées internes moléculaires et des valeurs de références.

## Voir également
- Carré moyen racine
- Erreur absolue moyenne
- Écart absolu moyen
- Écart moyen signé
- Écart quadratique moyen
- Écarts carrés
- Erreurs et résidus dans les statistiques
- Smooth Overlap Atomic Position